# Szögmozaik
A szögmozaik vagy kúpmozaik az Uruk-kultúra utolsó szakaszának jellegzetes építészeti eleme. Az i. e. 3300–3100 körüli időre datálható Uruk–IV rétegre különösen jellemző. Megjelenik Urukban, Urban, Eriduban, és még számos helyen, ahol az Uruk-kultúra befolyása érvényesül, illetve egészen messzire, Egyiptomban (Paurit, predinasztikus kor) is találhatók egy rövid ideig hasonló megoldások.
A szögmozaik különböző kemény anyagokból, kőből vagy kerámiából készülő, kúp alakú falazóelem, amelyeket a vastag sártapasztás megvédésére alkalmaztak. A festett kerámia, vagy kőfelület védte meg a vakolatot az időjárással szemben. Azonban az általa képzett rusztikus felület díszítésre is kiválóan alkalmas. A szögmozaik felső végét síkra, vagy domborúra képezték ki, és utólag színezték, festették. Ezzel mozaikszerű hatást értek el. Általában a fekete, fehér és piros színek jellemzőek a szögmozaikok festésére. A minták feltűnően hasonlítanak a szőtt-font textíliákra, szőnyegekre, kárpitokra. Háromszögeket, egyenes, vagy cikkcakkos vonalakat rajzoltak ki. Méretük változatos, a néhány centiméteres nagyságrendtől a néhányszor tíz centiméterig terjed. Előfordul központi üreges kúp is, az üreg a felső síkban kiképzett mélyedés, vagy lyuk. Ez extra díszítőelemként jelenik meg a mozaikban.
A szögmozaikok az Uruk-kultúra végén lassan eltűnnek, de egy speciális formában fennmaradt. Meghonosodott az a szokás, hogy egy nagyobb darabnak a kúppalástjára, és ha a felső sík nagyobb méretű, akkor a végére is áldásokat, védő imákat írtak. Az áldások az épületről, vagy az építtetőről is szólhattak. Ennek tovább élő változata lett a rituális alapkő, amely a formájában még sokáig őrizte a szögmozaik hagyományát.

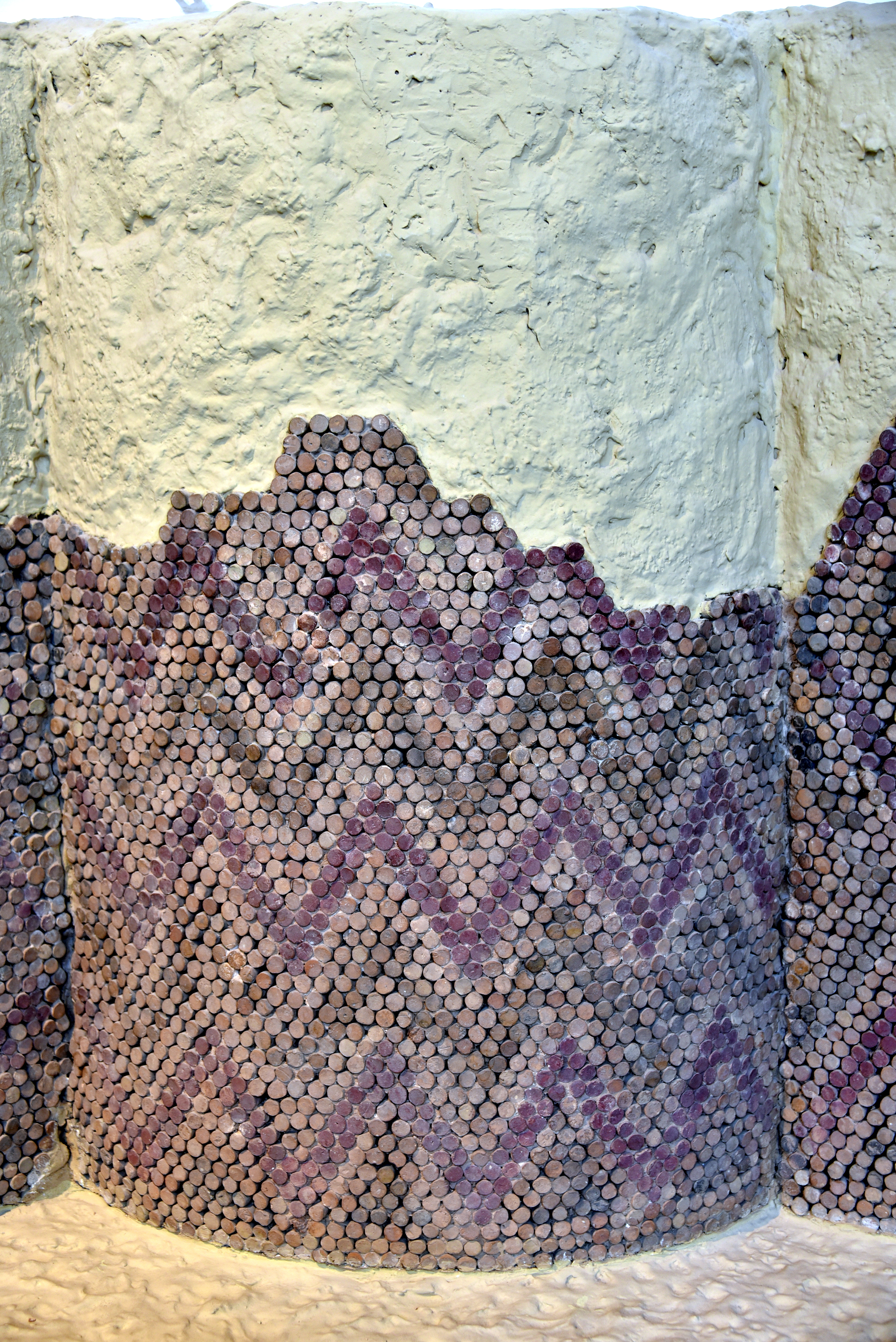
Szögmozaik cikkcakkos vonaldíszítéssel
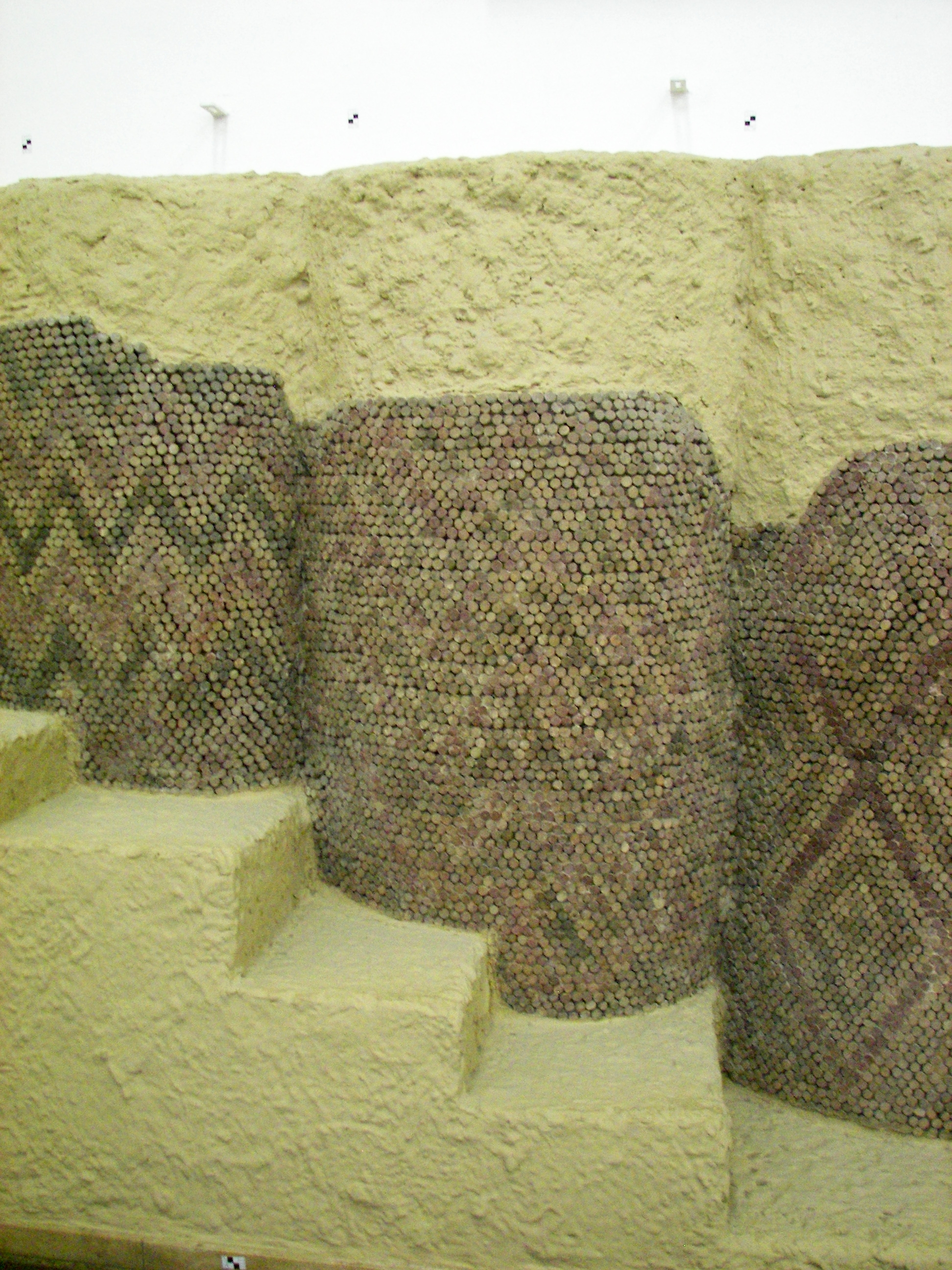
Három különböző díszítés egymás melletti falszegmenseken az uruki Inanna-templomból
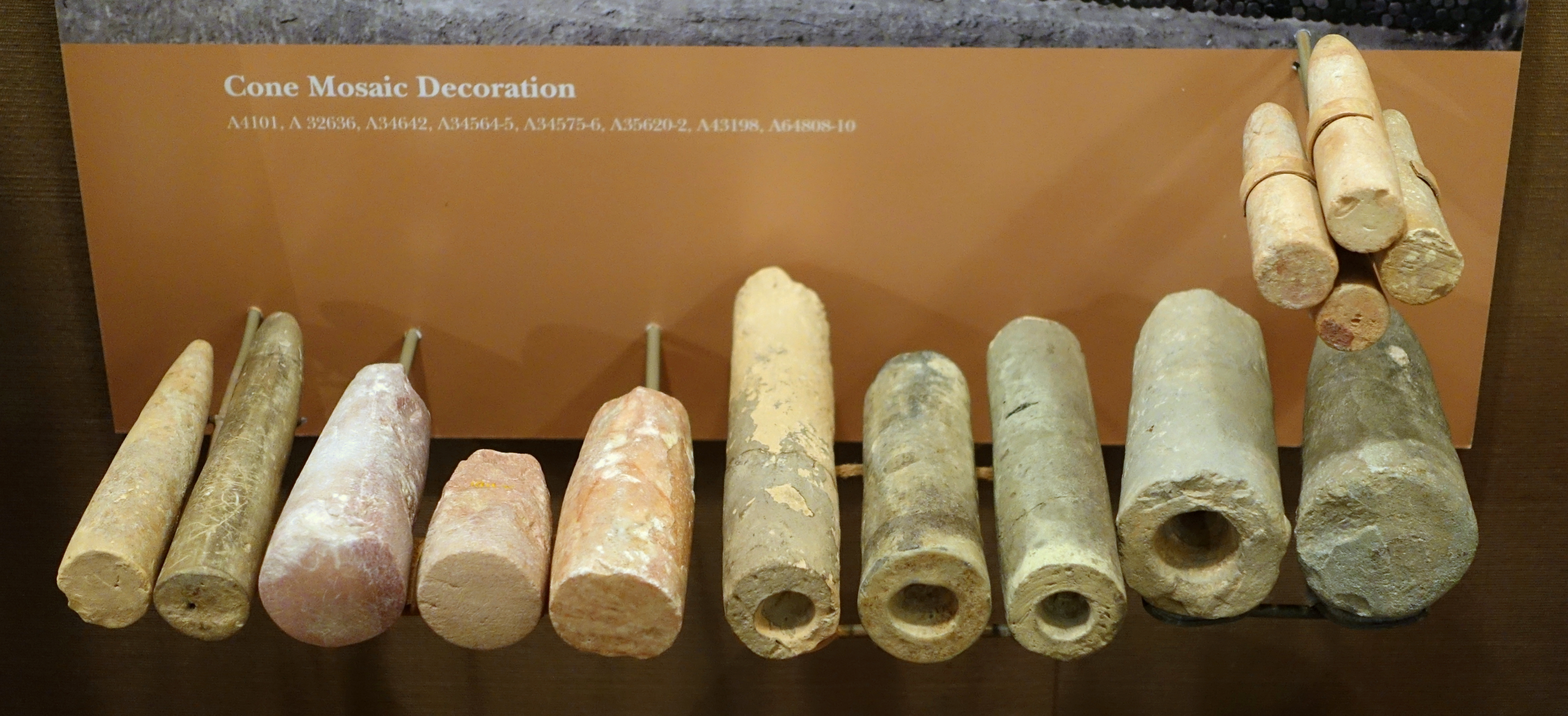
Különböző szögmozaik elemek, köztük az üregessel
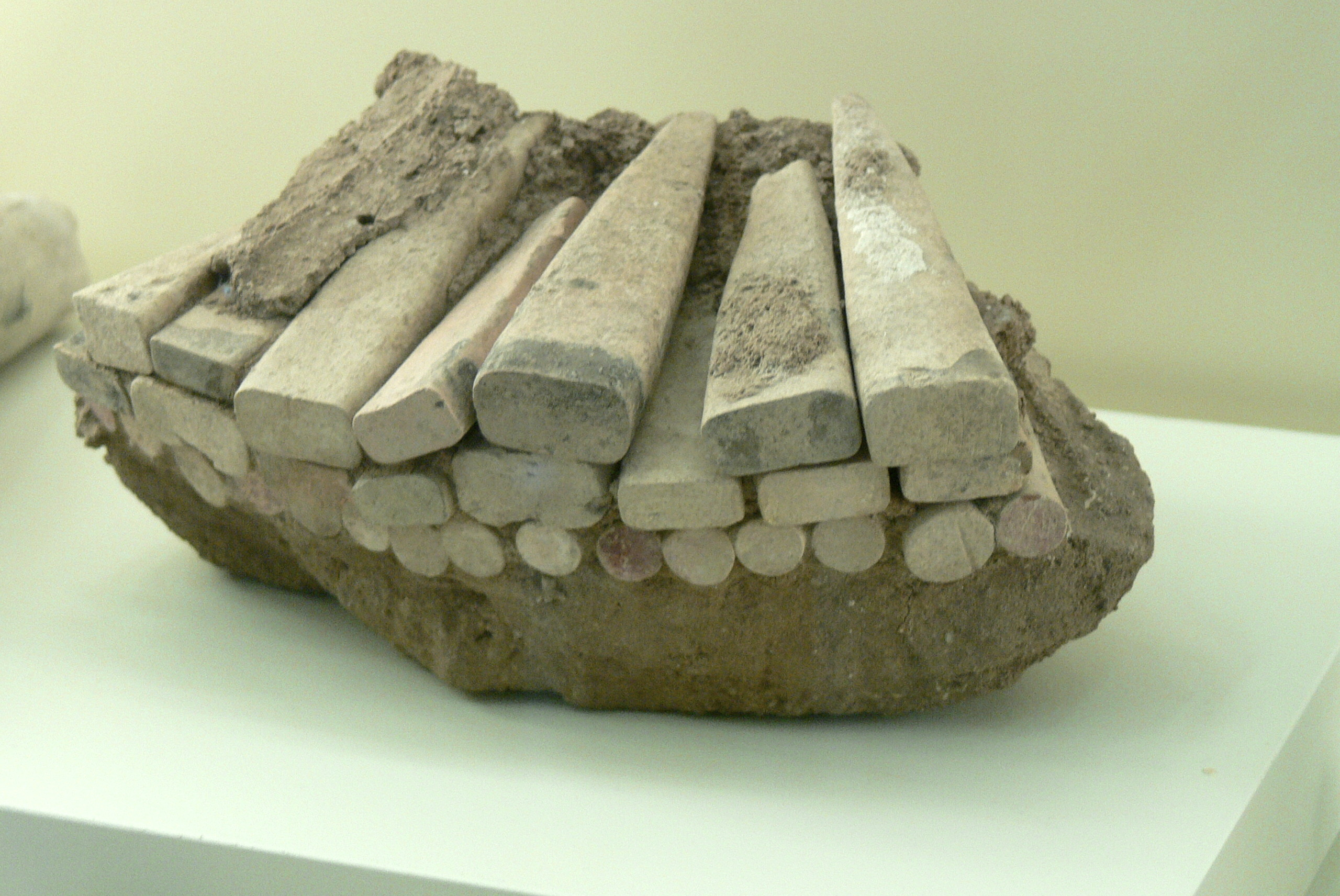
Kőből faragott szögmozaik, és a beépítése a vakolatba
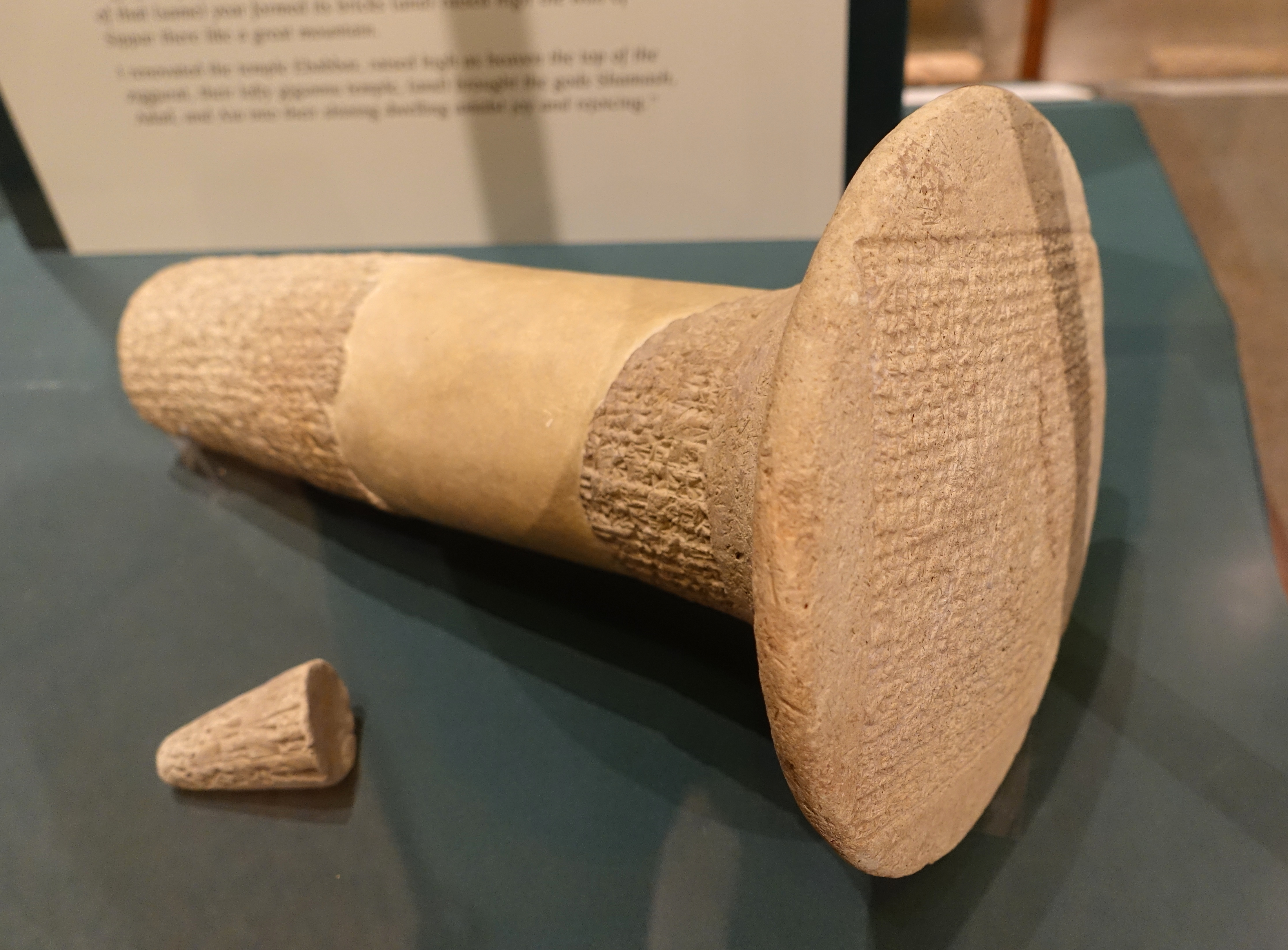
Samsu-ilúna rituális alapköve